# هالیوود بالا (فیلم ۲۰۰۳)
هالیوود بالا (به انگلیسی: Hollywood High) یک فیلم مستند تلویزیونی درباره اعتیاد در فیلم است. دارن آرونوفسکی، جرد لتو و هوبرت سلبی جونیور در این فیلم حضور دارند.